# Jane Jacobs
Jane Jacobs (4. maj 1916 i Scranton, Pennsylvania, USA – 25. april 2006 i Toronto, Ontario, Canada) var en canadisk forfatter samt arkitektur- og byplanlægningskritiker.
Jane Jacobs mest kendte værk er bogen The Death and Life of Great American Cities fra 1961, som har påvirket debatten om den moderne byplanlægning. Bogen vender sig mod de store byprojekter som planlægges og gennemføres i New York i 1950- og 1960-erne. 